# 睦坝镇
睦坝镇，原为睦坝乡，是中华人民共和国四川省南充市蓬安县下辖的一个乡镇级行政单位。2019年10月，撤销睦坝乡，设立睦坝镇，以原睦坝乡所属行政区域为睦坝镇的行政区域。

## 行政区划
睦坝镇下辖以下地区：
西河村、武圣村、老君村、草庵村、虹管村、永安村、福安村、浩山村、羊山村、线坝村、蹄垭村、柏树村、来凤村、圣水村、五岭村、太安村、瓦店村、三垭村、洞山村和广德村。